# Hogleifa
Hogleifa är en bergstopp i Schweiz.   Den ligger i distriktet Raron och kantonen Valais, i den södra delen av landet, 70 km söder om huvudstaden Bern. Toppen på Hogleifa är 3 279 meter över havet, eller 213 meter över den omgivande terrängen. Bredden vid basen är 2,6 km.
Terrängen runt Hogleifa är huvudsakligen mycket bergig. Närmaste större samhälle är Visp, 10,9 km sydost om Hogleifa. 
Trakten runt Hogleifa består i huvudsak av gräsmarker. Runt Hogleifa är det ganska tätbefolkat, med 56 invånare per kvadratkilometer.